# Platygobio gracilis
Platygobio gracilis es una especie de peces de la familia de los
Cyprinidae en el orden de los Cypriniformes.

## Morfología
- Los machos pueden llegar alcanzar los 32 cm de longitud total.[1][2]

## Reproducción
Probablemente tiene lugar entre junio y agosto.

## Alimentación
Come principalmente insectos terrestres y acuáticos.

## Hábitat
Es un pez de agua dulce.

## Distribución geográfica
Se encuentran en Norteamérica.